# Oscar du meilleur montage de son

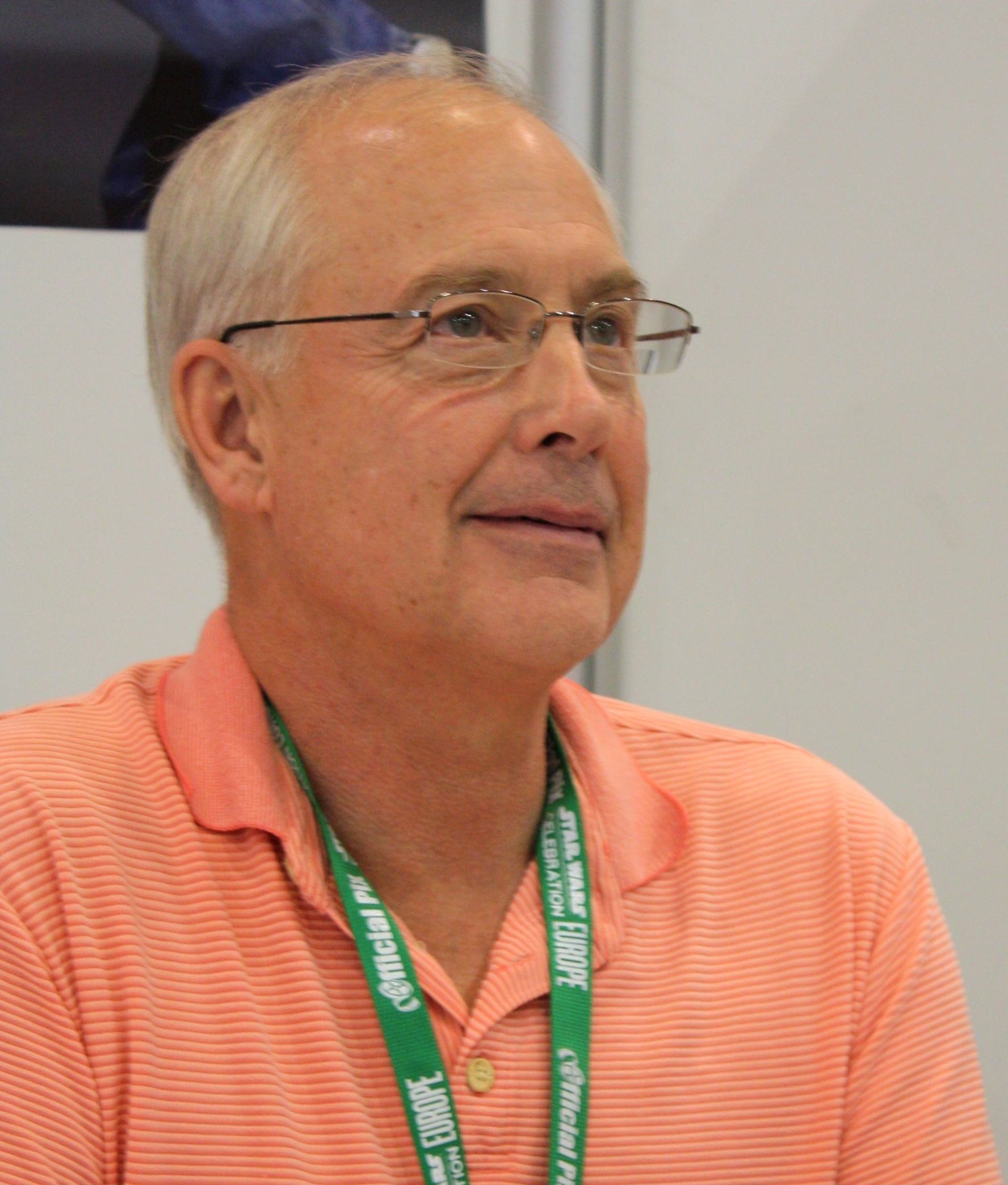
Ben Burtt, plusieurs fois récompensé de l'Oscar du meilleur montage de son, ici en 2013

L’Oscar du meilleur montage de son (Academy Award for Best Sound Editing) est une récompense cinématographique américaine décernée chaque année, de 1964 à 2020 par l'Academy of Motion Picture Arts and Sciences (AMPAS), laquelle décerne également tous les autres Oscars.
Elle est née en 1964 de la scission de la catégorie Meilleurs effets spéciaux en Meilleurs effets visuels et Meilleurs effets sonores (ou montage de son). Entre 1976 et 1988, l'AMPAS décerne ponctuellement un Oscar pour une contribution spéciale (Oscar d'honneur) avant que la catégorie ne redevienne compétitive.
Ce prix récompense le travail de création des techniciens du son. Une catégorie parallèle récompense le Meilleur mixage de son depuis 1930.

## Palmarès
Note : L'année indiquée est celle de la cérémonie, récompensant les films sortis aux États-Unis l'année précédente. Les lauréats sont indiqués en tête de chaque catégorie et en caractères gras.

### Années 1960
- 1964 : Un monde fou, fou, fou, fou (It's a Mad Mad Mad Mad World) – Walter G. Elliott
  - Le Téléphone rouge (A Gathering of Eagles) – Robert L. Bratton
- 1965 : Goldfinger – Norman Wanstall
  - The Lively Set – Robert L. Bratton
- 1966 : La Grande Course autour du monde (The Great Race) – Tregoweth Brown
  - L'Express du colonel Von Ryan (Von Ryan's Express) – Walter A. Rossi
- 1967 : Grand Prix – Gordon Daniel
  - Le Voyage fantastique (Fantastic Voyage) – Walter A. Rossi
- 1968 : Les Douze Salopards (The Dirty Dozen) – John Poyner
  - Dans la chaleur de la nuit (In the Heat of the Night) – James A. Richard
- 1969 : Non attribué

### Années 1970
- 1970 : Non attribué
- 1971 : Non attribué
- 1972 : Non attribué
- 1973 : Non attribué
- 1974 : Non attribué
- 1975 : Non attribué
- 1976 : L'Odyssée du Hindenburg (The Hindenburg) – Oscar pour une contribution spéciale
- 1977 : Non attribué
- 1978 : Rencontres du troisième type (Close Encounters of the Third Kind) – Frank E. Warner – Oscar pour une contribution spéciale
- 1979 : Non attribué

### Années 1980
- 1980 : L'Étalon noir (The Black Stallion) – Alan Splet – Oscar pour une contribution spéciale
- 1981 : Non attribué
- 1982 : Les Aventuriers de l'arche perdue (Raiders of the Lost Ark) – Ben Burtt et Richard L. Anderson – Oscar pour une contribution spéciale
- 1983 : E.T. l'extra-terrestre (E.T. the Extra-Terrestrial) – Charles L. Campbell, Ben Burtt
  - Das Boot – Mike Le-Mare
  - Poltergeist – Stephen Hunter Flick, Richard L. Anderson
- 1984 : L'Étoffe des héros (The Right Stuff) – Jay Boekelheide
  - Star Wars, épisode VI : Le Retour du Jedi (Return of the Jedi) – Ben Burtt
- 1985 : La Rivière (The River) – Kay Rose – Oscar pour une contribution spéciale
- 1986 : Retour vers le futur (Back to the Future) – Charles L. Campbell, Robert Rutledge
  - Ladyhawke, la femme de la nuit (Ladyhawke) – Bob Henderson, Alan Murray
  - Rambo 2 : La Mission (Rambo: First Blood Part II) – Frederick J. Brown
- 1987 : Aliens, le retour (Aliens) – Don Sharpe
  - Star Trek 4 : Retour sur Terre (Star Trek IV: The Voyage Home) – Mark Mangini
  - Top Gun – Cecelia Hall et George Watters II
- 1988 : RoboCop – Stephen Flick, John Pospisil – Oscar pour une contribution spéciale
- 1989 : Qui veut la peau de Roger Rabbit (Who Framed Roger Rabbit) – Charles L. Campbell, Louis L. Edemann
  - Piège de cristal (Die Hard) – Stephen H. Flick, Richard Shorr
  - Willow – Ben Burtt, Richard Hymns

### Années 1990
- 1990 : Indiana Jones et la Dernière Croisade (Indiana Jones and the Last Crusade) – Ben Burtt et Richard Hymns
  - Black Rain – Milton C. Burrow, William L. Manger
  - L'Arme fatale 2 (Lethal Weapon 2) – Robert Henderson, Alan Robert Murray
- 1991 : À la poursuite d'Octobre rouge (The Hunt for Red October) – Cecelia Hall, George Watters II
  - L'Expérience interdite (Flatliners) – Charles L. Campbell, Richard C. Franklin
  - Total Recall – Stephen H. Flick
- 1992 : Terminator 2 : Le Jugement dernier (Terminator 2: Judgment Day) – Gary Rydstrom, Gloria Borders (en)
  - Backdraft – Gary Rydstrom, Richard Hymns
  - Star Trek 6 : Terre inconnue (Star Trek VI : The Undiscovered Country) – George Watters II, F. Hudson Miller
- 1993 : Dracula (Bram Stoker's Dracula) – Tom C. McCarthy, David E. Stone
  - Aladdin – Mark Mangini
  - Piège en haute mer (Under Siege) – John Leveque, Bruce Stambler
- 1994 : Jurassic Park – Gary Rydstrom, Richard Hymns
  - Cliffhanger : Traque au sommet (Cliffhanger) – Wylie Stateman, Gregg Baxter
  - Le Fugitif (The Fugitive) – John Leveque, Bruce Stambler
- 1995 : Speed – Stephen Hunter Flick
  - Danger immédiat (Clear and Present Danger) – Bruce Stambler, John Leveque
  - Forrest Gump –Gloria Borders (en), Randy Thom
- 1996 : Braveheart – Lon Bender, Per Hallberg
  - Batman Forever – John Leveque, Bruce Stambler
  - USS Alabama (Crimson Tide) – George Watters II
- 1997 : L'Ombre et la Proie (The Ghost and the Darkness) – Bruce Stambler
  - Daylight – Richard L. Anderson, David A. Whittaker
  - L'Effaceur (Eraser) – Alan Robert Murray, Bub Asman
- 1998 : Titanic – Tom Bellfort, Christopher Boyes
  - Volte-face (Face/Off) – Mark P. Stoeckinger, Per Hallberg
  - Le Cinquième Élément – Mark Mangini
- 1999 : Il faut sauver le soldat Ryan (Saving Private Ryan) – Gary Rydstrom, Richard Hymns
  - Armageddon – George Watters II
  - Le Masque de Zorro (The Mask of Zorro) – David McMoyler

### Années 2000
- 2000 : Matrix (The Matrix) – Dane A. Davis
  - Fight Club – Ren Klyce, Richard Hymns
  - Star Wars, épisode I : La Menace fantôme (Star Wars, Episode I: The Phantom Menace) – Ben Burtt, Tom Bellfort
- 2001 : U-571 – Jon Johnson
  - Space Cowboys – Alan Robert Murray, Bub Asman
- 2002 : Pearl Harbor – George Watters II, Christopher Boyes
  - Monstres et Cie (Monsters, Inc.) – Gary Rydstrom, Michael Silvers
- 2003 : Le Seigneur des anneaux : Les Deux Tours (The Lord of the Rings: The Two Towers) – Ethan Van der Ryn, Michael Hopkins
  - Minority Report – Richard Hymns, Gary Rydstrom
  - Les Sentiers de la perdition (Road to Perdition) – Scott A. Hecker
- 2004 : Master and Commander : De l'autre côté du monde (Master and Commander: The Far Side of the World) – Richard King
  - Le Monde de Nemo (Finding Nemo) – Gary Rydstrom, Michael Silvers
  - Pirates des Caraïbes : La Malédiction du Black Pearl (Pirates of the Caribbean: The Curse of the Black Pearl) – Christopher Boyes, George Watters II
- 2005 : Les Indestructibles (The Incredibles) – Michael Silvers et Randy Thom
  - Le Pôle express (Polar Express) – Randy Thom et Dennis Leonard
  - Spider-Man 2 – Paul N. J. Ottosson
- 2006 : King Kong – Mike Hopkins et Ethan Van der Ryn
  - La Guerre des mondes (War of the Worlds) – Richard King
  - Mémoires d'une geisha (Memoirs of a Geisha) – Wylie Stateman
- 2007 : Lettres d'Iwo Jima (硫黄島からの手紙 / Letters from Iwo Jima) – Bub Asman et Alan Robert Murray
  - Apocalypto – Sean Mccormack et Kami Asgar
  - Blood Diamond – Lon Bender
  - Mémoires de nos pères (Flags of Our Fathers) – Alan Robert Murray et Bub Asman
  - Pirates des Caraïbes : Le Secret du coffre maudit (Pirates of the Caribbean : Dead Man's Chest) – George Watters II et Christopher Boyes
- 2008 : La Vengeance dans la peau (The Bourne Ultimatum) – Karen Baker Landers et Per Hallberg
  - No Country for Old Men – Skip Lievsay
  - Ratatouille – Michael Silvers et Randy Thom
  - There Will Be Blood – Christopher Scarabosio et Matthew Wood
  - Transformers –Mike Hopkins et Ethan Van der Ryn
- 2009 : The Dark Knight : Le Chevalier noir (The Dark Knight) – Richard King
  - Iron Man – Frank Eulner et Christopher Boyes
  - Slumdog Millionaire – Tom Sayers
  - WALL-E – Ben Burtt et Matthew Wood
  - Wanted : Choisis ton destin (Wanted) – Wylie Stateman

### Années 2010
- 2010 : Démineurs (The Hurt Locker) – Paul N. J. Ottosson
  - Avatar – Christopher Boyes et Gwendolyn Yates Whittle
  - Inglourious Basterds – Wylie Stateman
  - Star Trek – Mark Stoeckinger et Alan Rankin
  - Là-haut (Up) – Michael Silvers et Tom Myers
- 2011 : Inception – Richard King
  - Toy Story 3 – Tom Myers et Michael Silvers
  - Tron : L'Héritage (Tron: Legacy) – Gwendolyn Yates Whittle et Addison Teague
  - True Grit – Skip Lievsay et Craig Berkey
  - Unstoppable – Mark P. Stoeckinger
- 2012 : Hugo Cabret (Hugo) – Philip Stockton et Eugene Gearty
  - Cheval de guerre (War Horse) – Richard Hymns et Gary Rydstrom
  - Drive – Lon Bender et Victor Ray Ennis
  - Millénium : Les Hommes qui n'aimaient pas les femmes (The Girl with the Dragon Tattoo) – Ren Klyce
  - Transformers 3 : La Face cachée de la Lune (Transformers: Dark of the Moon) – Ethan Van der Ryn et Erik Aadahl
- 2013 : (ex æquo)
  - Skyfall – Per Hallberg et Karen Baker Landers
  - Zero Dark Thirty – Paul N.J. Ottosson
    - Argo – Erik Aadahl et Ethan Van der Ryn
    - Django Unchained – Wylie Stateman
    - L'Odyssée de Pi (Life of Pi) – Eugene Gearty et Philip Stockton
- 2014 : Gravity – Glenn Freemantle
  - All Is Lost – Steve Boeddeker et Richard Hymns
  - Capitaine Phillips (Captain Phillips) – Oliver Tarney (en)
  - Du sang et des larmes (Lone Survivor) – Wylie Stateman
  - Le Hobbit : La Désolation de Smaug (The Desolation of Smaug) – Brent Burge
- 2015 : American Sniper – Alan Robert Murray et Bub Asman
  - Birdman ou (la surprenante vertu de l'ignorance) (Birdman or (The Unexpected Virtue of Ignorance)) – Martin Hernández et Aaron Glascock
  - Le Hobbit : La Bataille des Cinq Armées (The Hobbit: The Battle of the Five Armies) – Brent Burge et Jason Canovas
  - Interstellar – Richard King
  - Invincible (Unbroken) – Becky Sullivan et Andrew DeCristofaro
- 2016 : Mad Max: Fury Road – Mark A. Mangini et David White
  - The Revenant – Martin Hernández et Lon Bender
  - Seul sur Mars (The Martian) – Oliver Tarney
  - Sicario – Alan Robert Murray
  - Star Wars, épisode VII : Le Réveil de la Force (Star Wars: The Force Awakens) – Matthew Wood et David Acord
- 2017 : Premier Contact (Arrival) – Sylvain Bellemare
  - Deepwater (Deepwater Horizon) – Wylie Stateman (en) et Renée Tondelli
  - Tu ne tueras point (Hacksaw Ridge) – Robert McKenzie et Andy Wright (en)
  - La La Land – Ai-Ling Lee et Mildred Iatrou Morgan
  - Sully – Alan Robert Murray et Bub Asman
- 2018 : Dunkerque – Richard King et Alex Gibson
  - Baby Driver – Julian Slater
  - Blade Runner 2049 – Mark Mangini et Theo Green
  - La Forme de l'eau – Nathan Robitaille et Nelson Ferreira
  - Star Wars, épisode VIII : Les Derniers Jedi – Matthew Wood et Ren Klyce
- 2019 : Bohemian Rhapsody - John Warhurst et Nina Hartstone
  - Black Panther - Benjamin A. Burtt et Steve Boeddeker
  - First Man : Le Premier Homme sur la Lune - Ai-Ling Lee et Mildred Iatrou Morgan
  - Sans un bruit - Ethan Van der Ryn et Erik Aadahl
  - Roma - Sergio Díaz et Skip Lievsay

### Années 2020
- 2020 : Le Mans 66 (Ford v Ferrari) - Donald Sylvester
  - Joker - Alan Robert Murray
  - 1917 - Oliver Tarney et Rachael Tate
  - Once Upon a Time… in Hollywood - Wylie Stateman (en)
  - Star Wars, épisode IX : L'Ascension de Skywalker - Matthew Wood et David Acord (en)